# Talgo (empresa)
Talgo, registrada actualmente como Patentes Talgo, S. L. U., es una empresa ferroviaria española creada en 1942, conocida principalmente por ser la creadora de los trenes Talgo, que además ofrece servicios de mantenimiento de trenes y relativos a equipos ferroviarios. Su nombre corresponde a la sigla de «Tren Articulado Ligero Goicoechea Oriol».

## Historia
Patentes Talgo se funda en 1942 para comercializar el nuevo tipo de tren diseñado por Alejandro Goicoechea con financiación de José Luis Oriol Urigüen. Durante la década de los años 40 la empresa se dedica al desarrollo de los nuevos prototipos, comenzando la explotación comercial más estable en los años 50. Desde entonces la empresa ha diseñado y fabricado decenas de ramas y trenes, introduciendo nuevas tecnologías revolucionarias como la rodadura desplazable o la pendulación.
A lo largo de la historia su mayor cliente ha sido Renfe, adquiriendo la mayor parte de la producción de la empresa. A partir de 1992, la empresa desarrolla una línea de alta velocidad que tiene éxito, ganando concursos en España y exportando material a países como Estados Unidos, Alemania, Arabia Saudita y Kazajistán. Es habitual en Patentes Talgo realizar acuerdos con otras empresas para realizar proyectos conjuntos, así como realizar el mantenimiento de los trenes que fabricaba.

## Producción de trenes
El producto principal de Talgo son las composiciones Talgo, un tipo de composición inseparable con características especiales para trenes de pasajeros que fue el diseño original de la empresa, y que continúa evolucionando desde entonces.
Talgo también ha fabricado en colaboración con otras empresas locomotoras especiales para remolcar este tipo de composiciones, numeradas con las series 350, 352, 353, 354 y 355.
En la actualidad, y también mediante colaboración, Talgo fabrica automotores compuestos por composiciones Talgo a las que se le añaden cabezas tractoras en los extremos. Algunos de estos trenes son la Serie 112 de Renfe y la Serie 730 de Renfe, y el más avanzado Avril.
En la feria del transporte ferroviario InnoTrans 2014 la empresa presentó una maqueta de su nuevo proyecto de tren de media distancia y de cercanías.

## Instalaciones
La empresa tiene dos fábricas en España:
- Rivabellosa (Ribera Baja, Álava), que se dedica a la fabricación de coches y rodales.
- Las Matas (Las Rozas, Madrid), donde se realiza la fabricación de cabezas tractoras y pruebas estáticas.

Talgo dispone de diversos talleres de mantenimiento:
- Madrid (Base de Fuencarral y Base de Santa Catalina para trenes de alta velocidad), y Las Matas para coches Talgo remolcados.
- Barcelona (Talleres de San Andrés Condal para coches Talgo serie 5 y 6 y Casa Antúnez para trenes de Alta Velocidad).

También dispone de equipos de mantenimiento en las bases de mantenimiento integral (BMI) de La Sagra (Toledo), Valladolid y Los Prados (Málaga).

## Accionariado
A principios de 2010, Talgo anunció su salida a bolsa prevista para finales del mismo año, con una valoración de entre 900 y 1000 millones de euros, unas diez veces el ebitda de 2009. Sin embargo, esta salida se paralizó debido a las adversas condiciones de los mercados financieros. Su presidente, Carlos de Palacio Oriol, dijo entonces: «Cuando las condiciones del mercado se recuperen nos lo volveremos a plantear. No es una necesidad ni una urgencia para la compañía».
El 7 de mayo de 2015 salió a bolsa a un precio de 9,25 € por acción. Previamente a esta oferta pública de venta Talgo colocó parte de su accionariado entre inversores institucionales. Los 61,57 millones de acciones que salieron al mercado, representativas del 45 % de su capital social, supusieron para la compañía unos ingresos de 570 millones de euros. El 100 % del capital de la compañía estaba hasta la fecha en manos de tres socios: Trilantic Capital Partners (63,55 %), MCH Private Equity (16,17 %) y la familia Oriol (20,28 %), que continuarían con más del 50 % de la sociedad. Su precio de salida, 9,25 euros, valoraba la compañía en 1265 millones de euros. La OPV de Talgo se dirigió exclusivamente a inversores cualificados, nacionales y extranjeros. Además, con ocasión del debut en el parqué, la empresa anunció repartir entre empleados y directivos alrededor del 5 % de su capital de manera gratuita. Las acciones de Talgo debutaron en bolsa con una fuerte caída del 9,19 %, hasta los 8,4 €.
El mayor accionista de Talgo es Pegaso Transportation, una sociedad formada por el fondo Trilantic Capital Partners, la familia Abelló y algunos miembros de los Oriol (fundadores de Talgo), con un 40,2% del capital. A continuación le siguen Torrblas, un vehículo de inversión familiar madrileño, liderado por Ana Patricia Torrente Blasco, con el 5,03%; el fondo de pensiones británico Universities Superannuation Scheme, que controla el 2,98%; el fondo americano especializado en pequeñas compañías SCWF, también con el 2,98%; la aseguradora inglesa Aviva plc, con el 2,97%; la española Seguros Santa Lucía, con el 2,92%; el fondo  soberano de Noruega, a través del Banco de Noruega, con el 2,84%; el banco de inversión americano Morgan Stanley, con el 2,41%; una de las gestoras de fondos de pensiones más grandes del mundo, Capital Group Companies, con el 1,82%; y José María de Oriol Fabra y Carlos de Palacio y Oriol, que tienen el 1,28% y 0,86% respectivamente.
En marzo de 2024 el consorcio húngaro Ganz-MaVag Europe Zrt., formado por Magyar Vagon (55%) y Corvinus (45%), presentó una oferta pública de adquisición por el 100% (123,8 millones de acciones) del capital social a 5 euros por título. El Consejo de Ministros denegó en agosto la oferta pública de adquisición presentada por el consorcio húngaro aludiendo a motivos de protección de los intereses estratégicos y de la seguridad nacional de España. En noviembre de 2024, Sidenor trasladó al mayor accionista de Talgo, Pegaso, una oferta de 4 euros por acción para adquirir su participación, pero esta oferta no convenció al fondo Trilantic, que preferiría una oferta pública de adquisición por el 100% del fabricante de trenes, en la que mostraron su interés la compañía polaca PESA (Pojazdy Szynowe Pesa Bydgoszcz), participada por el Fondo Polaco de Desarrollo (PFR), y la empresa ferroviaria privada de la India Jupiter Wagons. Finalmente, fue el consorcio formado por Sidenor, la Fundación BBK, la Fundación Vital Fundazioa y el fondo Finkatuz quien adquirió a Trilantic Capital Partners el 29,76% del capital social que poseía dentro de la sociedad Pegaso Transportation, con una oferta de 4,15 euros por acción, tomando el control de la empresa en febrero de 2025 y trasladando su domicilio social de la Comunidad de Madrid a Álava.